# Такака
Tакакá (порт. Tacacá, вимова: taka'ka) — типова страва Північної Бразилії (споживається в основному в Пара, Амазонас, Акко, Амапа та Рорайма). Його готують із джамбу (місцевого сорту паракресу) і тукупі (бульйону з дикого маніоку), вареного крохмалю тапіоки («goma de tapioca» — маніока), а також сушених креветок і ароматного маленького жовтого перцю, відомого як «pimenta de cheiro». Його подають гарячим у мисці з амазонського гарбуза, відомого як куя.